# Synagoga Lejba Rodzyńskiego w Łodzi
Synagoga Lejba Rodzyńskiego w Łodzi – prywatny dom modlitwy znajdujący się w Łodzi, przy ulicy Aleksandryjskiej 34.
Synagoga została zbudowana w 1900 roku z inicjatywy Lejba Rodzyńskiego. Mogła ona pomieścić 34 osoby. Podczas II wojny światowej hitlerowcy zdewastowali synagogę.